# Grupo Trinchera
Grupo Trinchera  (1972) is een Curaçaos tambú-muziekgroep en politiek-culturele organisatie dat zich bezighoudt met het in stand houden van de traditionele tambúcultuur. De groep ontving in 1994 de Cola Debrotprijs voor haar bijdragen aan de folklore op Curaçao.

## Geschiedenis
Trinchera is in 1972 voortgekomen uit René and his Freedom Company, een jazzballetgroep van René Rosalia ten tijde van de herdenking van de Curaçaose slavenopstand van 1795. Het speerpunt van de groep was vanaf dat moment het behoud van de tambú, een van de meest controversiële erfenissen van de Curaçaose volkscultuur, dat ooit door de overheid en kerk vervolgd werd. (Anno 2017 wordt het nog altijd door een deel van het volk verguisd.)
Voor het behoud werd de geschiedenis, teksten en melodieën door ouderen gedocumenteerd, met als doel deze kennis over te dragen, niet alleen via optredens en langspeelplaten, maar ook via workshops, spreekbeurten en door verspreiding van boekwerkjes. Tambú Telelele, de oudste vorm van Curaçaose gezongen poëzie, werd met het publiek gedeeld gedurende twee festivals. Vroegere oogstliederen werden van een handleiding voorzien en op vergelijkbare wijze verspreid. Nog levende getuigen van het oude cultuur werden gedurende de Homenahenan na nos grandinan, culturele vieringen, gehuldigd.
De overzichtstentoonstelling van 1992 in landhuis Kenepa, dat ging over alles wat met de eeuwenoude Curaçaose landbouwcultuur (kunuke) te maken had, was een uitgebreid gepubliceerde hoogtepunt. Een jaar later werd met een grote groep vrijwilligers de toen nog niet vastgelegde culturele aspecten van de Curaçaose samenleving op diverse media vastgelegd. Het ging toen om aspecten als het gebruik van water, de kalebas, het eerste communiefeest, de ka'i-orgel, en het Curaçaose filigrainwerk.
In 1994 ontving Trichera voor het werk de Cola Debrotprijs in de categorie Folklore, dans en theater, "voor haar uitgebreide en nuttige bijdrage op het gebied van folklore", aldus het juryrapport.

## Behoud en cultivering van de tambúcultuur
Trichera betekent letter loopgraaf. Volgens de groep symboliseert de naam een barricade om ongewenste invloeden van buiten te verdedigen: "Weten waar je vandaan komt, is weten wie je bent en wat van jou is", aldus de oprichter en leider van de groep, René Rosalia. Het doel van de groep is dan ook het werken aan de eigen identiteit als basis voor een onafhankelijk Curaçaos volk. Om dit te bewerkstelligen worden de muzikale activiteiten gecombineerd met het werken aan de eigen organisatie middels interne scholing, democratische besluitvorming en verdeling van commissies.
Trinchera houdt zich voorts actief bezig met het in stand houden van de traditionele tambúcultuur. Ze heeft hiertoe met name met 'informanten' als Shon Colá samengewerkt. Behalve optredens worden ook workshops georganiseerd waarin deelnemers de vervaardiging van traditionele tambú-muziekinstrumenten (zoals de chapi en tambú) wordt bijgebracht. Trinchera biedt tevens een podium aan talentvolle jonge musici, die tijdens repetities de muziek- en danstradities van de veteranen in de groep leren.
Trinchera's inspanningen worden desalniettemin door enkele Tambupuristen bekritiseerd omdat jonge musici de Tambutechniek geleerd zou worden zonder dat ze in te wijden in de achterliggende culturele geschiedenis.

## Groepleden
| Ten tijde van het ontvangst van de Cola Debrotprijs in 1994 bestond de kern van Trinchera uit; - René Rosalia, oprichter en manager - Anthony (Toni) Cordilia - Indira Boelbaai - Johnny Tujeehut - Dina-iva (Popi) Bentura - Maureen Rosalia-Lourens - Ellis (Ali) Meyer - Melinda Rosalia-Statia - Errol (Roi) Scoop - Sedni Emelina - Lionel Roosje - Sharine Cordilia | Andere (voormalige) groepsleden van Trinchera zijn: - Niata Augusta, zanger - Ruben Rosalia - Rendel Rosalia (zoon van Ruben) - Rudsela ‘Tela’ Sambo |

## Oeuvre

### Discografie
- 1982: Dan wak’aki (CD)[8]
- 1988: Yabi Yoatina I (LP)
- 1992: Yabi Yoatina II (LP)

### Publicaties
- Boelbaai, Indira E. (1990), Na wetula me konopa wetula; na punt'e kabuya bieu ta konopa nobo; sinku aña homenahe no nos grandinan di tambu, Curaçao: Grupo Trinchera[9]
- Witteveen, Ieteke (1992) ‘Trinchera vecht tegen buitenlandse overheersing; Telelele: Curaçaos oudste gezongen poëzie leeft volop’, Ñapa 11, 1992
- Rosalia, Rene (1992). Yabi Yoatina II: Mulina ta mula kaya lo bende. Willemstad: Grupo Trinchera.